# Bubnowyj Walet

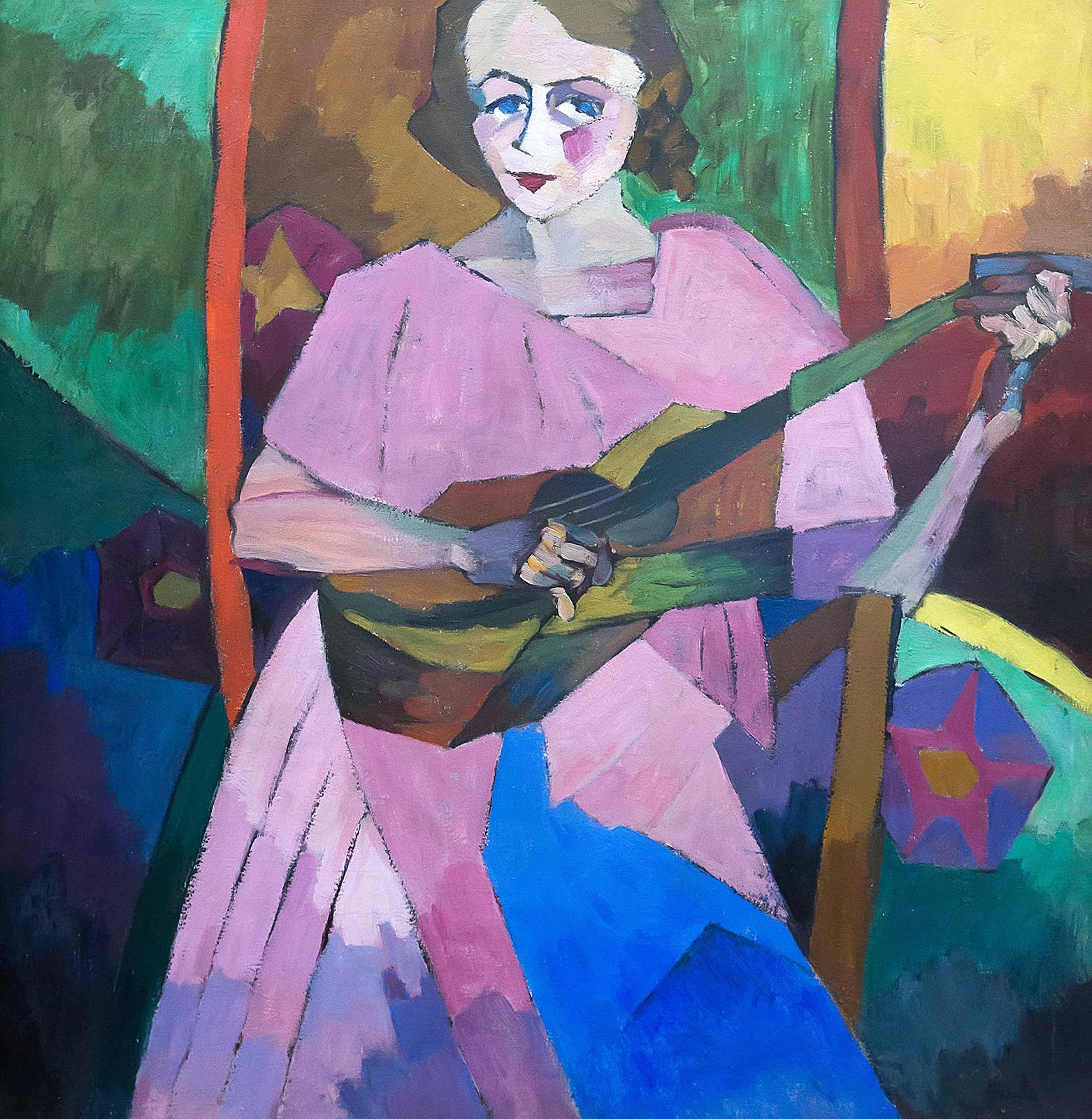
А. Lentułow: Kobieta z gitarą, 1913

Bubnowyj Walet (pol. walet karowy) – moskiewska grupa malarzy, związana z ruchem futuryzmu rosyjskiego nawiązująca w swej twórczości do współczesnego malarstwa francuskiego, zwłaszcza do wczesnego kubizmu. Nazwa grupy artystycznej „Walet Karo” nawiązuje do przedrewolucyjnego określenia katorżników, na których odzieży na plecach naszywano czarny romb, piętnujący wyrzutków społeczeństwa.
Do grupy tej, działającej w zmiennym składzie w latach 1909–1917, należeli:
- Piotr Konczałowski
- Aristarch Lentułow
- Michaił Łarionow
- Ilja Maszkow
- Kazimierz Malewicz
- Olga Rozanowa
- Aleksandra Ekster
- Aleksandr Kuprin
- Dawid Burluk
- Władimir Burluk